# Zuid-Afrikaanse Weermacht
De Zuid-Afrikaanse Weermacht (Suid-Afrikaanse Weermag, SAW; South African Defence Force, SADF) was de officiële krijgsmacht van Zuid-Afrika tussen 1912 en 1994. In 1994 werd het onderdeel van de huidige Zuid-Afrikaanse Nationale Weermacht.

## 1910
Het leger werd oorspronkelijk gevormd uit de koloniale krijgsmachten van Kaap de Goede Hoop, Natal en Transvaal. Toen de Britse kolonies in Zuid-Afrika in 1910 samengevoegd werden in de Unie van Zuid-Afrika, waren er vijf krijgsmachten in het land: The Cape Colonial Forces, The Natal Colonial Forces, Transvaal Volunteers, een afdeling van de Britse marine bij Simonstad en het Britse leger met garnizoenen in alle vier de provincies. Met de eenwording kwamen de Kaapse, Natalse en Transvaalse krijgsmachten onder het beheer van de nieuwe minister van Defensie van de krijgsmacht van de Unie van Zuid-Afrika generaal Jan Smuts. In 1912 gingen de vijf oude krijgsmachten op in een nieuwe krijgsmacht voor de gehele unie, die de naam Unie-verdedigingsmacht kreeg.

## 1912-1914
De Unie-Verdedigingsmacht (UVM) bestond oorspronkelijk uit een hoofdkwartier in Pretoria, een staand leger in voltijdse dienst, een burgerwacht die deeltijds dienstdeed en een afdeling van de Britse Royal Navy Volunteer Reserve (RNVR) die ook op deeltijdse basis opereerde. Er was geen overkoepelend opperbevel en leiders van de verschillende onderdelen rapporteerden allemaal direct aan de minister.
Smuts bracht de UVM in 1913 op de been. De meeste koloniale troepen werden bij de UVM ingelijfd, waardoor deze een sterk Brits-koloniaal karakter kreeg. Als Afrikaans tegenwicht stichtte Smuts schietverenigingen, die bekendstonden als "commando's" als reserve-onderdeel van de burgerwacht.
Alleen blanke mannen konden in dienst treden en ze dienden op vrijwillige grondslag. Zoals de naam UVM al zegt was dit leger uitsluitend bedoeld voor de verdediging van de Unie van Zuid-Afrika en kon het alleen in Zuidelijk Afrika opereren. In tijd van oorlog zouden leden van de RNVR door de Britse vloot ook elders ingezet worden.

## 1914-1918
Als dominion binnen het Britse Rijk raakte Zuid-Afrika automatisch betrokken bij de Eerste Wereldoorlog. Nadat de UVM een gewapende opstand binnen de Unie onderdrukt had (1914), viel het in 1915 de toenmalige Duitse kolonie Zuidwest-Afrika binnen om het te bezetten. Er werd ook een klein korps vliegeniers gesticht om het landleger bij te staan.
Daarna verschafte de UVM ook vrijwillige expeditielegers aan de Britse regering die in Egypte (1916), Frankrijk en België (1916-'18), Duits Oost-Afrika (1916-'18) en Palestina (1917-'18) ingezet werden.
De bekendste gebeurtenis uit die tijd is de Slag van Delvillebos in 1916 en het tot zinken brengen van het troepenschip Mendi in 1917. Naast Blanken werden er ook Kleurlingen en Zwarten als soldaten gerekruteerd om in de oorlog dienst te doen.
Er was een Zuid-Afrikaans squadron actief binnen de Britse luchtmacht en leden van de UVM dienden in de Britse vloot. Het expeditieleger werd in 1919 ontbonden.

## 1919-1939
Na afloop van de oorlog reorganiseerde de minister van Defensie, kolonel Hendrik Mentz, de UVM, onder andere door die Zuid-Afrikaanse luchtmacht (SALM) te stichten (1920), de taken van het Britse garnizoen over te nemen (1921), de hele UVM onder bevel van het hoofd van de generale staf te plaatsen (1922) en de Zuid-Afrikaanse Zeedienst (SASD) te stichten (1922).
In dat jaar werd de UVM ook ingezet om de Zuid-Afrikaanse politie te helpen een gewapende opstand op de Witwatersrand te onderdrukken.
Zijn opvolger zag zich door bezuinigingen en de algemene economische problemen gedwongen de UVM zodanig te reduceren dat het leger nog nauwelijks kon functioneren.
Nadat in 1933 de economie wat verbeterde, werd Oswald Pirow als minister aangesteld. Hij ontbond – op wat administratief personeel na – de SASD en concentreerde zich op de wederopbouw en modernisering van de land- en luchtstrijdkrachten. Onder de dreiging van een nieuwe oorlog heeft hij de commando's als afzonderlijke krijgsmacht georganiseerd en begon hij om een lokale defensie-industrie op poten te zetten.

## 1939-1945
Zuid-Afrika werd in 1931 onafhankelijk, maar het besloot wel om aan de geallieerde zijde deel te nemen aan de Tweede Wereldoorlog. Generaal Smuts was weer minister van Defensie en ook eerste minister. Hij breidde de land- en luchtmacht uit, de SASD werd vervangen door de "Verdedigingsmacht ter Zee (1939). Zowel blanke vrouwen als vrouwen uit de bevolkingsgroepen van de Kleurlingen, Indiërs en Zwarten werden aangeworven voor ondersteunende (niet-gevechts-)taken en er werd een vrijwilligerskorps opgezet voor dienst buiten de Unie.
De Zuid-Afrikaanse troepen hebben deelgenomen aan verschillende veldtochten, onder andere die in Oost-Afrika (1940-1941), Noord-Afrika (1941-1943), de Middellandse Zee (1941-1945), Madagaskar (1942), Sicilië en Italië (1943-1945), en Zuidoost-Europa (1943-1945). Opnieuw deden RNVR-leden dienst in de Britse vloot. In 1942 is de RNVR bij de Verdedigingsmacht ter Zee ingelijfd en de naam van de organisatie is veranderd tot  "Zuid-Afrikaanse zeemacht".

## 1946-1961
Na de oorlog heeft Smuts de UVM weer in grootte teruggebracht, maar hij behield wel de takken voor vrouwen en niet-blanken. In 1948-1949 nam de luchtmacht deel aan de Berlijnse luchtbrug. Een eskader van de luchtmacht nam ook deel aan de Koreaanse Oorlog (1950-1953).
Frans Erasmus, die Smuts in 1948 (het begin van de apartheidstijd) als minister van Defensie opgevolgde, bracht drastische veranderingen aan in de UVM.  Sommige daarvan waren ideologisch van aard, zoals het afdanken van Engelssprekende senior officieren, de vervanging van Britse rangen, kentekens en medailles, het scheppen van een eigen Zuid-Afrikaanse militaire cultuur, en de ontbinding van de niet-blanke eenheden.  Hij legde ook de nadruk op de Afrikanertraditie door de commando's die na de oorlog terzijde geschoven waren weer op de been te brengen.
Andere wijzigingen waren organisatorisch. In 1951 verdeelde hij de UVM in vier componenten, elk met zijn eigen stafhoofd, bevelsstructuur en organisatie, nl. het Zuid-Afrikaanse Leger, de SALM, de Zuid-Afrikaanse Vloot (SAV), en het Zuid-Afrikaanse Marinierskorps. Het laatstgenoemde werd in 1955 ontbonden.
Erasmus stichtte ook een Militair Gymnasium en een Militaire Academie. Om een regelmatige toevloed van manschappen te verkrijgen schafte hij in 1952 het vrijwilligersstelsel af. Daarna werden schoolverlaters ingeloot voor basistraining. In de jaren 1950 schafte Erasmus nieuwe tanks, vliegtuigen, oorlogsschepen en ander krijgstuig aan en de wapenindustrie werd ook verder uitgebreid. In 1957 droeg de Britse vloot zijn basis in Simonstad aan de SAV over. In 1958 werd de naam van de UVM veranderd in "Zuid-Afrikaanse Weermacht" (SAW) en de commando's in status gelijkgesteld aan de andere onderdelen.

## 1962-1973
In verband met het internationale isolement waarin het land na het uitroepen van de republiek in 1961 steeds meer kwam te verkeren en de groeiende interne politieke spanning heeft de opvolger van Erasmus, Jim Fouché, de SAW verder uitgebreid. Het aantal lotelingen werd uitgebreid om een voltijdse strijdmacht te scheppen die ook snel ingezet kon worden om de politie bij te staan om opstanden te onderdrukken. Ondanks het apartheidsbeleid begon Fouché toch weer kleurlingen aan te werven voor niet-gevechtstaken.
In 1965 werd er een opperbevel ingesteld, bestaande uit die Kommandant-Generaal en andere top-officieren over de SAW.
P.W. Botha, die in 1966 minister van Defensie werd, heeft hetzelfde beleid voortgezet. In 1968 werd het lotingsstelsel vervangen door nationale dienstplicht. De SAW werd ingezet ter ondersteuning van politiële operaties tegen het People's Liberation Army of Namibia (PLAN) in Zuidwest-Afrika, en de medische takken van het leger, de luchtmacht en vloot werden samengevoegd om een afzonderlijke Zuid-Afrikaanse Geneeskundige Dienst te vormen. Botha reorganiseerde ook de defensie-industrie en vormde deze om tot een grote maatschappij: Krygkor.
De veldtocht van PLAN tegen het omstreden bewind van Zuid-Afrika over wat nu Namibië heet werd heviger in het begin van de jaren 1970 en de taak om de opstandelingen te onderdrukken werd aan de SAW toegewezen.

## 1973-1989
De SAW heeft officieel in 1973 het beheer over de operaties overgenomen en deze 16 jaar lang uitgevoerd. Om voldoende manschappen te krijgen bleek een nationale dienstplicht onder blanke mannen niet voldoende en zo begon Botha weer blanke vrouwen aan te nemen en gevechtseenheden te vormen van kleurlingen, Indiërs en zwarten.
Naast de acties in Namibië raakte de SAW ook betrokken bij de onafhankelijkheidsstrijd in Angola (1975-1976). Vanaf 1977 voerde de SAW tientallen kleinere operaties uit tegen PLAN-bases in Angola en Zambia. De laatste grote buitenlandse veldtocht was in Angola (1987-1988).
Vanaf begin jaren tachtig werd de SAW ook in Zuid-Afrika zelf ingezet als ondersteuning van politieoptreden tegen de militaire vleugel van het ANC, uMkhonto weSizwe (MK) die de gewapende strijd tegen het apartheidsbewind hadden opgenomen.

## 1989-1994
De oorlog in Namibië is in 1989 tot een einde gekomen en het jaar daarop is de apartheidsregering begonnen met het ANC te onderhandelen. De operaties van de SAW werden daarmee drastisch beperkt en het leger dat in de jaren 1980 tot ongekende grootte was toegenomen werd danig ingekrompen. De dienstplicht werd eerst ingekort en daarna in 1993 afgeschaft.
De politieke veranderingen die een einde maakten aan het apartheidsbewind betekenden ook het einde van de oude SAW. De MK, de APLA en de legers van de voormalige bantoestans werden ermee samengesmolten en zo werd de Zuid-Afrikaanse Nationale Weermacht gevormd.

## Bevelhebbers van de SAW
- 1922-1933: generaal-majoor Andries Brink
- 1933-1949: generaal sir Helperus 'Pierre' van Ryneveld
- 1949-1950: luitenant-generaal Leonard Beyers
- 1950-1956: luitenant-generaal Christiaan 'Matie' du Toit
- 1956-1958: generaal Hendrik Klopper
- 1958-1960: generaal Stephen Melville
- 1961-1965: generaal Pieter Grobbelaar
- 1965-1972: generaal Rudolph Hiemstra
- 1972-1976: admiraal Hugo Biermann
- 1976-1980: generaal Magnus Malan
- 1980-1985: generaal Constand Viljoen
- 1985-1990: generaal Jannie Geldenhuys
- 1990-1993: generaal Andreas 'Kat' Liebenberg
- 1993-1994: generaal Georg Meiring

## Sergeant-Majoors van de SAW
- AO1 Jan Holliday
- AO1 Fanie 'Obie' Oberholzer
- AO1 Piet Rohbeck
- AO1 Jakes Jacobs